# Euorodalus longevittatus
Euorodalus longevittatus är en skalbaggsart som beskrevs av Schmidt 1922. Euorodalus longevittatus ingår i släktet Euorodalus och familjen Aphodiidae. Inga underarter finns listade i Catalogue of Life.